# Final Four Euroliga 1999
La Final Four Munich 1999 corresponde al Final Four o etapas semifinales y finales del campeonato de baloncesto de Europa, que en su edición del año 1999 se realizó en Múnich, Alemania.

## Resultados
- Múnich  - 20 y 22 de abril de 1999

|  | Semifinales         | Semifinales         |    |               | Final               | Final               |  |
|  | 20 de abril de 1999 | 20 de abril de 1999 |    |               | 22 de abril de 1999 | 22 de abril de 1999 |  |
|  |                     |                     |    |               |                     |                     |  |
|  |                     |                     |    |               |                     |                     |  |
|  | Žalgiris Kaunas     | 87                  |    |               |                     |                     |  |
|  | Olympiacos BC       | 71                  |    |               |                     |                     |  |
|  |                     |                     |    |               |                     |                     |  |
|  |                     |                     |    |               |                     |                     |  |
|  |                     |                     |    |               | Žalgiris Kaunas     | 82                  |  |
|  |                     | Virtus Bologna      | 74 |               |                     |                     |  |
|  |                     |                     |    |               |                     |                     |  |
|  |                     |                     |    |               |                     |                     |  |
|  |                     |                     |    |               | Tercer lugar        |                     |  |
|  |                     |                     |    |               |                     |                     |  |
|  | Virtus Bologna      | 62                  |    | Olympiacos BC | 74                  |                     |  |
|  | Fortitudo Bologna   | 57                  |    |               | Fortitudo Bologna   | 63                  |  |

### Semifinales

#### Teamsystem Bologna – Kinder Bologna
| 20 de abril | Teamsystem Bologna                    | 57–62                              | Kinder Bologna                                                | |  |
| 18:30       | Marcador por tiempos: 32–34, 25–28    | Marcador por tiempos: 32–34, 25–28 | Marcador por tiempos: 32–34, 25–28                            | |  |
|             | Estadísticas Myers 18 Betts 5 ninguno | Reporte Pts Reb Asts               | Estadísticas Nesterović 16 Frosini 10 Danilović, Sconochini 3 | Pabellón: Olympiahalle, Múnich Asistencia: 11,500 espectadores Árbitros: Miguel Ángel Betancor (ESP), Iztok Rems (SLO) |  |

#### Žalgiris – Olympiacos
| 20 de abril | Žalgiris                              | 87–71                              | Olympiacos                               | |  |
| 21:00       | Marcador por tiempos: 48–33, 39–38    | Marcador por tiempos: 48–33, 39–38 | Marcador por tiempos: 48–33, 39–38       | |  |
|             | Estadísticas Bowie 19 Zídek 5 Edney 6 | Reporte Pts Reb Asts               | Estadísticas Tarlać 15 Tarlać 9 Tarlać 2 | Pabellón: Olympiahalle, Múnich Asistencia: 11,500 espectadores Árbitros: Reuven Virovnik (ISR), Carl Jungebrand (FIN) |  |

### Tercer y cuarto puesto
| 22 de abril | Teamsystem Bologna                                          | 63–74                              | Olympiacos                               |                                                                                             |  |
| 18:30       | Marcador por tiempos: 28–43, 35–31                          | Marcador por tiempos: 28–43, 35–31 | Marcador por tiempos: 28–43, 35–31       |                                                                                             |  |
|             | Estadísticas Jarić 17 three players 4 Karnišovas, Pilutti 4 | Reporte Pts Reb Asts               | Estadísticas Komazec 13 Oberto 8 Tomić 4 | Pabellón: Olympiahalle, Múnich Árbitros: Reuven Virovnik (ISR), Miguel Ángel Betancor (ESP) |  |

### Final
| 22 de abril | Kinder Bologna                                                   | 74–82                              | Žalgiris                                     | |  |
| 21:00       | Marcador por tiempos: 30–45, 44–37                               | Marcador por tiempos: 30–45, 44–37 | Marcador por tiempos: 30–45, 44–37           | |  |
|             | Estadísticas Rigaudeau 27 Nesterović 13 Nesterović, Sconochini 3 | Reporte Pts Reb Asts               | Estadísticas Bowie 17 Edney, Zídek 6 Edney 6 | Pabellón: Olympiahalle, Múnich Asistencia: 9,000 espectadores Árbitros: Iztok Rems (SLO), Carl Jungebrand (FIN) |  |

## Estadísticas
|                               | Min | Pts | 2p    | 3p   | 1p    | Rdf | Rof | As | FP |
| ----------------------------- | --- | --- | ----- | ---- | ----- | --- | --- | -- | -- |
| Tyus Edney                    | 35  | 14  | 5/6   | 1/3  | 1/4   | 4   | 2   | 6  | 3  |
| Anthony Bowie                 | 30  | 17  | 2/6   | 3/4  | 4/6   | 1   |     |    | 4  |
| Saulius Štombergas            | 24  | 12  | 2/6   | 2/2  | 2/3   | 2   |     | 3  | 4  |
| Tomas Masiulis                | 20  | 4   | 2/7   |      |       | 3   | 1   | 1  | 1  |
| Eurelijus Žukauskas           | 20  | 4   | 2/4   |      |       | 1   |     | 1  | 1  |
| Jiří Zídek                    | 23  | 12  | 3/6   |      | 6/8   | 4   | 2   | 1  | 2  |
| Mindaugas Žukauskas           | 24  | 11  | 1/2   | 2/2  | 3/5   | 1   | 1   | 1  | 2  |
| Darius Maskoliūnas            | 10  |     |       |      |       |     |     |    | 3  |
| Linas Adomaitis               | 17  | 8   | 4/4   |      |       | 1   |     | 2  | 1  |
| Zalgiris Kaunas               |     | 82  | 21/41 | 8/11 | 16/26 | 17  | 6   | 15 | 25 |
| Entrenador : Jonas Kazlauskas |     |     |       |      |       |     |     |    |    |
| Antoine Rigaudeau             | 35  | 27  | 2/7   | 5/7  | 8/10  | 2   |     | 1  | 3  |
| Alessandro Abbio              | 36  | 8   | 0/5   | 1/2  | 5/8   |     | 5   | 2  | 5  |
| Predrag Danilović             | 34  | 5   | 2/6   | 1/5  |       | 1   |     | 1  | 1  |
| Alessandro Frosini            | 23  | 5   | 2/6   |      | 1/2   | 1   | 2   |    | 3  |
| Radoslav Nesterovič           | 34  | 12  | 4/9   |      | 4/5   | 8   | 5   | 3  | 5  |
| Hugo Sconochini               | 28  | 15  | 3/9   | 1/3  | 6/7   | 2   |     | 3  | 3  |
| Dan O'Sullivan                | 5   |     |       |      |       | 1   |     |    | 1  |
| Augusto Binelli               | 3   |     |       |      |       |     |     |    |    |
| Claudio Crippa                | 2   |     |       |      |       |     |     |    | 1  |
| Virtus Bologna                |     | 74  | 13/42 | 8/17 | 24/32 | 15  | 12  | 10 | 23 |
| Entrenador : Ettore Messina   |     |     |       |      |       |     |     |    |    |